# マシュー・グレイ・ギュブラー
マシュー・グレイ・ギュブラー（英: Matthew Gray Gubler, 1980年3月9日 - ）は、アメリカ合衆国の元ファッションモデル・俳優・声優・映画監督である。「Gubler」は「ガブラー」や「グブラー」と表記されることもある。

## 来歴
ネバダ州ラスベガスに生まれ、地元の高校を卒業。ニューヨーク大学Tisch School of the Artsではfilm directingを専攻し、2002年に卒業。
短編映画の製作・監督を務める傍ら、トミーヒルフィガー、シスレー、マーク・ジェイコブス、バーバリー、ルイ・ヴィトンなどのファッションモデルとして働いていたが、2004年に監督業の研修生として師事していたウェス・アンダーソンの紹介で『ライフ・アクアティック』に出演、俳優デビューを飾る。この時の演技が評価されて代理人が付き俳優活動を強く勧められ、同年にいくつか受けたオーディションの一つでテレビドラマ『クリミナル・マインド FBI行動分析課 』のIQ187の若き天才プロファイラー・Dr.スペンサー・リード役を獲得、シーズン1～15（2005～2020年）を通して演じており、複数のエピソードで監督も行っている。

## 人物
祖父母は、ラスベガスで最初のラジオ局「KENO」を創設したローラ・ケルクとマックスウェル・ケルク（Laura and Maxwell Kelch）である。
185cmの高身長ながら痩せ型で自ら「ひ弱」と表現するほどスリムな外見で知られているが、10代の中頃までは太り気味でいじめを受けていた。この経験が『クリミナル・マインド FBI行動分析課』のドクター・リード役に反映されている。
祖母からの言い伝えである幸運のジンクスとして左右別々の靴下を履いている。たまたま揃った靴下を履いて撮影に挑んだ時に捻挫したため、それ以降は守るようにしている。
奇妙な柄のTシャツと「G（姓のイニシャル）」が印字されている小物を集めることを趣味としている。極度の方向音痴でのため、頻繁に通う撮影現場にも途中で何度も地図と格闘しないと道に迷ってしまう。『クリミナル・マインド FBI行動分析課』で共演して兄弟のように親しくなったシェマー・ムーアも同じく方向音痴であり、同作の撮影中には、決められた現場入り時刻に対してどちらがより短い時間差で到着できるか競っていた。
『クリミナル・マインド FBI行動分析課』撮影の待機時間中に暇潰しに絵を描いていたことが高じて画家としても活動しており、いくつかの作品は『クリミナル・マインド FBI行動分析課』の室内セットのインテリアとして使用されている。

## フィルモグラフィー

### 映画
| 年   | 邦題/原題                                                                 | 役名                              | 備考                                        |
| ---- | ------------------------------------------------------------------------- | --------------------------------- | ------------------------------------------- |
| 2004 | ライフ・アクアティック The Life Aquatic with Steve Zissou                 | インターン学生1 / ニコ            |                                             |
| 2006 | RV                                                                        | ジョー・ジョー                    |                                             |
| 2007 | アルビン/歌うシマリス3兄弟 Alvin and the Chipmunks                        | サイモン・セヴィル                | 声の出演                                    |
| 2008 | ザッツ★マジックアワー ダメ男ハワードのステキな人生 The Great Buck Howard  | ラッセル                          |                                             |
| 2009 | (500)日のサマー (500) Days of Summer                                      | ポール                            |                                             |
| 2009 | アルビン2 シマリス3兄弟 vs. 3姉妹 Alvin and the Chipmunks: The Squeakquel | サイモン・セヴィル                | 声の出演                                    |
| 2011 | オールスター・スーパーマン (アニメ) All-Star Superman                     | ジミー・オルセン                  | 声の出演                                    |
| 2011 | アルビン3 シマリスたちの大冒険 Alvin and the Chipmunks: Chipwrecked       | サイモン・セヴィル                | 声の出演                                    |
| 2014 | ライフ・アフター・ベス Life After Beth                                    | カイル・オーフマン                |                                             |
| 2014 | バットマン: アサルト・オン・アーカム Batman: Assault on Arkham            | エドワード・ニグマ / ザ・リドラー | 声の出演                                    |
| 2015 | アルビン4 それいけ! シマリス大作戦 Alvin and the Chipmunks: The Road Chip | サイモン・セヴィル                | 声の出演                                    |
| 2016 | トラッシュ・ファイア Trash Fire                                           | カレブ・サリバン                  |                                             |
| 2017 | 68キル 68 Kill                                                            | チップ                            | 「未体験ゾーンの映画たち2018」にて上映      |
| 2017 | 私とあなたのオープンな関係 Newness                                        | ポール                            | Netflixにより配信                           |
| 2018 | ホンモノの気持ち Zoe                                                      | マイケル                          | 地域によりAmazon あるいは Netflixにより配信 |
| 2019 | エンディングズ、ビギニングズ Endings, Beginnings                          | エイドリアン                      |                                             |
| 2020 | ホース・ガール Horse Girl                                                 | ダレン・コルト                    |                                             |

### テレビ
| 年          | 邦題/原題                                           | 役名               | 備考                       |
| ----------- | --------------------------------------------------- | ------------------ | -------------------------- |
| 2005        | アレステッド・ディベロプメント Arrested Development | ヒッチハイカー     | クレジットなし 1エピソード |
| 2005 - 2020 | クリミナル・マインド FBI行動分析課 Criminal Minds   | スペンサー・リード | メインキャスト             |

### その他
| 年   | 邦題/原題              | 役名         | 備考                                          |
| ---- | ---------------------- | ------------ | --------------------------------------------- |
| 2012 | You Have A Power On Me |              | Soko Official Music Video                     |
| 2020 | Beginner's Luck        | フランクリン | Vimeoにより配信                               |
| 2020 | Moonlight              |              | フューチャー・アイランズ Official Music Video |